# Част ми је позвати вас
Част ми је позвати вас је југословенска телевизијска серија снимљена 1976. године у продукцији Телевизије Београд.

## Улоге
| Глумац                     | Улога                     |
| -------------------------- | ------------------------- |
| Властимир Ђуза Стојиљковић | Ђуза (14 еп. 1976-1977)   |
| Јован Јанићијевић Бурдуш   | Јанаћко (3 еп. 1976-1977) |
| Ружица Сокић               | Ружа (3 еп. 1976-1977)    |
| Нада Кнежевић              | Нада (2 еп. 1976-1977)    |
| Небојша Кунић              | Неша (2 еп. 1976-1977)    |
| Лео Мартин                 | Лео (2 еп. 1976-1977)     |
| Габи Новак                 | Габи (2 еп. 1976-1977)    |
| Мића Орловић               | Мица (2 еп. 1976-1977)    |
| Јован Радовановић          | Јова (2 еп. 1976-1977)    |
| Зарије Раковић             | Таса (2 еп. 1976-1977)    |
| Јелисавета Сека Саблић     | Сека (2 еп. 1976-1977)    |
| Љубиша Стошић              | Буца (2 еп. 1976-1977)    |
| Милутин Васовић            | Вашке (2 еп. 1976-1977)   |
| Светлана Бојковић          | Цеца (2 еп. 1976)         |
| Драгутин Балабан           | Бајка (1 еп. 1976)        |
| Реља Башић                 | Реља (1 еп. 1976)         |
| Горан Бреговић             | Брега (1 еп. 1976)        |
| Арсен Дедић                | Арсен (1 еп. 1976)        |
| Драго Диклић               | Драго (1 еп. 1976)        |

 Остале улоге ▼
| Глумац                     | Улога                 |
| -------------------------- | --------------------- |
| Вања Драх                  | Вања (1 еп. 1976)     |
| Дитка Хаберл               | Дитка (1 еп. 1976)    |
| Душан Јакшић               | Душко (1 еп. 1976)    |
| Ана Карић                  | Ана (1 еп. 1976)      |
| Мишо Ковач                 | Мисо (1 еп. 1976)     |
| Санда Лангерхолц           | Санда (1 еп. 1976)    |
| Фрањо Мајетић              | Фрањо (1 еп. 1976)    |
| Ђорђе Марјановић           | Ђорђе (1 еп. 1976)    |
| Владимир Марковић          | Влада (1 еп. 1976)    |
| Радмила Микић              | Радмила (1 еп. 1976)  |
| Златко Пејаковић           | Златко (1 еп. 1976)   |
| Миодраг Петровић Чкаља     | Чкаља (1 еп. 1976)    |
| Аленка Пинтерич            | Аленка (1 еп. 1976)   |
| Борис Радак                | Борис (1 еп. 1976)    |
| Зоран Радмиловић           | Зоран (1 еп. 1976)    |
| Уснија Реџепова            | Уснија (1 еп. 1976)   |
| Љубиша Самарџић            | Смоки (1 еп. 1976)    |
| Мајда Сепе                 | Мајда (1 еп. 1976)    |
| Фабијан Шоваговић          | Фабијан (1 еп. 1976)  |
| Боба Стефановић            | Боба (1 еп. 1976)     |
| Неда Украден               | Неда (1 еп. 1976)     |
| Бисера Велетанлић          | Бисера (1 еп. 1976)   |
| Сенка Велетанлић           | Сенка (1 еп. 1976)    |
| Миља Вујановић             | Миља (1 еп. 1976)     |
| Мирјана Вукојчић           | Мирјана (1 еп. 1976)  |
| Предраг Живковић Тозовац   | Тозовац (1 еп. 1976)  |
| Аница Зубовић              | Аница (1 еп. 1976)    |
| Неда Арнерић               | Неда (1 еп. 1977)     |
| Предраг Болпачић           | Предраг (1 еп. 1977)  |
| Дара Чаленић               | Дара (1 еп. 1977)     |
| Ђурђија Цветић             | Ђурђија (1 еп. 1977)  |
| Љупка Димитровска          | Љупка (1 еп. 1977)    |
| Бети Ђорђевић              | Бети (1 еп. 1977)     |
| Рада Ђуричин               | Рада (1 еп. 1977)     |
| Оливер Драгојевић          | Оливер (1 еп. 1977)   |
| Ксенија Еркер              | Ксенија (1 еп. 1977)  |
| Рахела Ферари              | Рахела (1 еп. 1977)   |
| Милан Лане Гутовић         | Лане (1 еп. 1977)     |
| Оливера Јежина             | Оливера (1 еп. 1977)  |
| Тереза Кесовија            | Тереза (1 еп. 1977)   |
| Миодраг Мики Крстовић      | Мики (1 еп. 1977)     |
| Јосипа Лисац               | Јосипа (1 еп. 1977)   |
| Иванка Лукатели            | Иванка (1 еп. 1977)   |
| Сузана Манчић              | Сузана (1 еп. 1977)   |
| Гордана Марић              | Гоца (1 еп. 1977)     |
| Оливера Марковић           | Оливера (1 еп. 1977)  |
| Драгољуб Милосављевић Гула | Гула (1 еп. 1977)     |
| Слађана Милошевић          | Слађана (1 еп. 1977)  |
| Кемал Монтено              | Кемал (1 еп. 1977)    |
| Марина Немет               | Марина (1 еп. 1977)   |
| Ђорђи Перузовић            | Ђорђи (1 еп. 1977)    |
| Станислава Пешић           | Сташа (1 еп. 1977)    |
| Ратко Сарић                | Ратко (1 еп. 1977)    |
| Снежана Савић              | Снежана (1 еп. 1977)  |
| Јадранка Селец             | Јадранка (1 еп. 1977) |
| Милан Срдоч                | Милан (1 еп. 1977)    |
| Славко Штимац              | Славко (1 еп. 1977)   |
| Јадранка Стојаковић        | Јадранка (1 еп. 1977) |
| Радојка Шверко             | Радојка (1 еп. 1977)  |
| Бора Тодоровић             | Бора (1 еп. 1977)     |
| Драган Зарић               | Заре (1 еп. 1977)     |
| Дубравка Зубовић           | Дубравка (1 еп. 1977) |

Комплетна ТВ екипа ▼
| Редитељ     | Драгослав Лазић       | (14 еп. 1976—1977) |
| Сценариста  | Миливоје Марковић     | (14 еп. 1976—1977) |
| Сценариста  | Милан Милићевић Ланго | (14 еп. 1976—1977) |
| Сценариста  | Јован Шујица          | (14 еп. 1976—1977) |
| Композитор  | Зоран Симјановић      | (14 еп. 1976—1977) |
| Сценограф   | Владислав Лалицки     | (14 еп. 1976—1977) |
| Костимограф | Љиљана Драговић       | (14 еп. 1976—1977) |